# Manuel Almunia
Manuel Almunia Rivero (Pamplona, 19 mei 1977) is een Spaanse voormalig betaald voetballer die dienstdeed als doelman.
Almunia's carrière als profvoetballer begon in 1997 in het reserveteam van Osasuna. In totaal speelde de keeper in ede loop van twee seizoenen 44 duels voor Osasuna B, in de Segunda División B. In 1999 werd Almunia verhuurd aan de FC Cartagena, waarvoor hij drie duels speelde. Hij bleef nog een jaar actief in deze divisie met CE Sabadell, waarna hij in hij 2001 voor het eerst in de Primera División terechtkwam, met Celta de Vigo. In zijn eerste seizoen daar werd hij verhuurd aan SD Eibar, waar hij eerste keus was.
Een seizoen later werd Almunia verhuurd aan Recreativo Huelva, waar hij reservedoelman was achter José Antonio Luque. Daardoor kwam hij niet meer dan twee keer daadwerkelijk in actie voor de club. In zijn derde seizoen werd hij wederom verhuurd, dit keer aan Albacete. Hier wist hij een basisplaats te veroveren en in de 24 wedstrijden die Almunia op doel stond bij Albacete kwam hij in de belangstelling te staan van Arsenal. In 2004 vertrok Almunia naar de Londense club, waar hij stand-in werd van de Duitser Jens Lehmann.
Almunia stopte in augustus 2014 noodgedwongen met voetballen. Hij stond op het punt te tekenen bij Cagliari Calcio, maar bij de medische keuring van de club kwam er een hartafwijking aan het licht. Hierop beëindigde Almunia per direct zijn profcarrière.

## Erelijst
Arsenal FC
- FA Cup

2005